# À tout Spip
À tout Spip était une émission de télévision française pour la jeunesse diffusée sur TF1 du 5 janvier 1995 au 2 septembre 1996. L'émission mettait en avant les personnages Spirou et Spip.
L'émission marque le début de la transition entre le Club Dorothée et les nouvelles émissions jeunesse de TF1. À tout Spip a permis à la chaîne de renouveler les programmes jeunesses en se recentrant sur les dessins animés européens pour le jeune public de moins de 10 ans.

## Historique
A la rentrée 1994, Patrick Le Lay confia à Dominique Poussier de constituer un catalogue de séries inédites en dehors du giron d'AB Productions qui produisait  le Club Dorothée. Après avoir constitué un catalogue de séries animées inédites majoritairement européennes, la chaîne lui confie la production de A tout Spip.
La programmation se constitue de séries animées issues du catalogue du Club Dorothée Avant l'école (Biker Mice, les Motards de l'espace, Les Aventures de Carlos), de Club Mini Zig Zag (Pif et Hercule, Omer et le Fils de l'Étoile) et de séries inédites (Les Aventures de Sonic, Bambou et Compagnie...)
La première émission de À tout Spip est diffusée le jeudi 5 janvier 1995 en remplacement du Club Dorothée Avant l'école et Club Mini Zig Zag.
L'émission permet à la chaîne de diffuser des séries d'animation européennes pour attirer les jeunes téléspectateurs de 4 à 10 ans.
Le 10 janvier 1996, la grille du mercredi de l'émission est passée de 20 minutes à 2 heures.
Le 2 septembre 1996, l'émission s'arrête, laissant sa place le lendemain à Salut les toons.

## Habillage
Les deux personnages principaux qui composent l'habillage sont Spirou et Spip et les scénettes de Spip sont réalisées par François Gilson.

## Diffusion
L'émission était diffusée du lundi au vendredi de 7 h 10 à 8 h 30 en remplacement du Club Dorothée Avant l'école .
Le mercredi, l'émission était diffusée de 7 h 10 à 7 h 30 du 11 janvier 1995 au 3 janvier 1996 puis de 7 h 10 à 9 h 30 à partir du 10 janvier 1996.
Pendant les vacances scolaires, l'émission était diffusée de 7 h 10 à 7 h 30 avec une programmation minimaliste.

## Programmes diffusées

### Dessins animés
- Spirou
- Bambou et Compagnie
- Beethoven
- Biker Mice, les Motards de l'espace
- Bienvenue à Bellerive
- Caliméro et ses Amis
- Pingu
- Cococinel
- Costa
- Jordan le Terrible
- Kartapus
- La Légende de Croc-Blanc
- Les Aventures de Carlos
- Les Aventures de Sonic
- Sonic the Hedgehog
- Les Dinos de l'espace
- Omer et le Fils de l'Étoile
- Orson et Olivia
- Pif et Hercule
- Pinocchio
- Spider-Man, l'homme-araignée
- Tifou (Les Tifous)
- Touni et Litelle
- The Legend of Zelda: A Link to the Past

### Articles Connexes
- Dominique Poussier
- TF1